# Terre de Dobrzyń

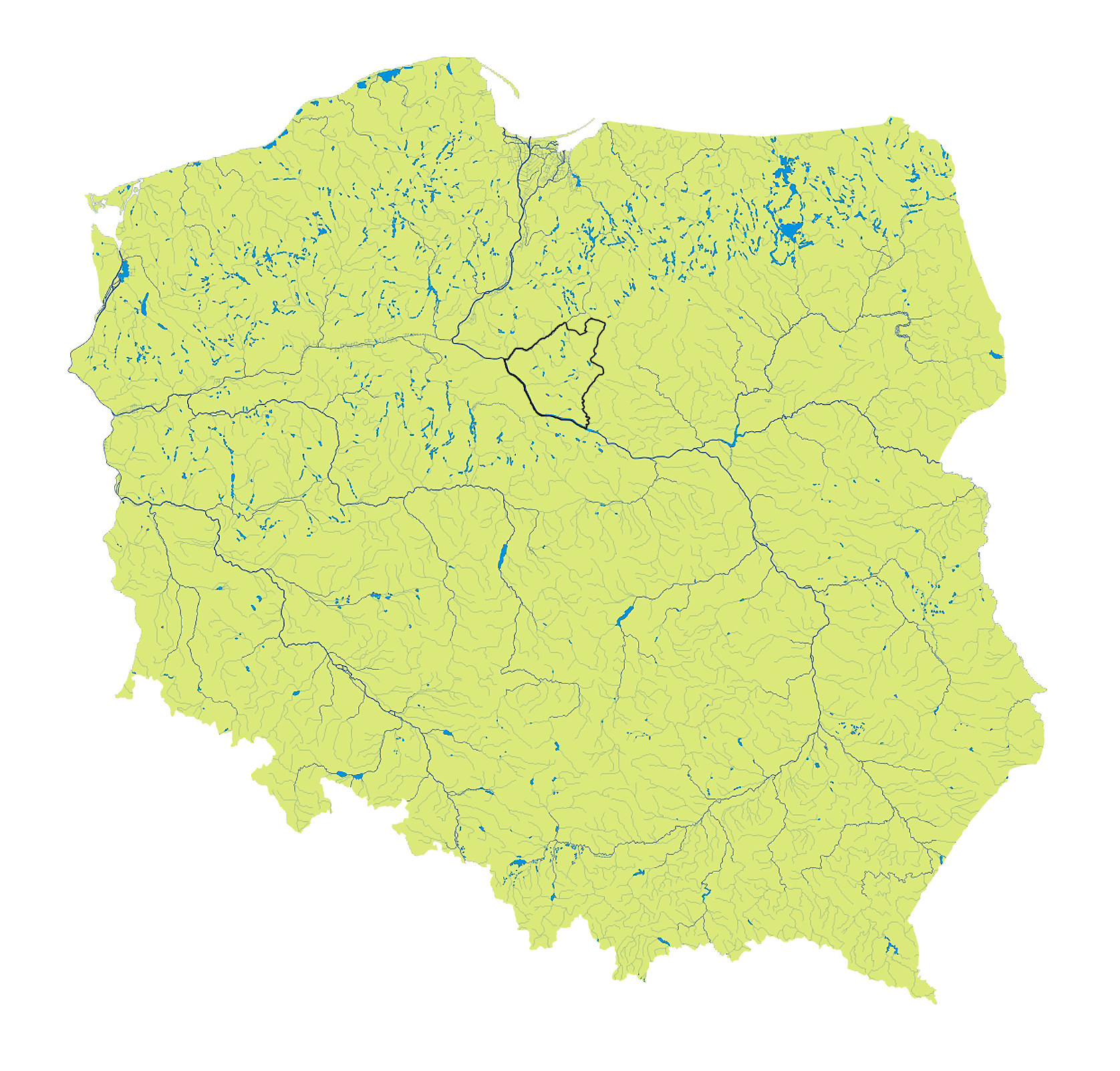
La terre de Dobrzyń superposée au territoire polonais actuel

La terre de Dobrzyń (en allemand : Dobriner Land, en polonais : Dobrzynska ziemia) est une région historique de Pologne, située autour de la ville de Dobrzyń nad Wisłą, à l'est de la Vistule et au sud de la rivière Drwęca. Le territoire correspond approximativement aux actuels powiats de Lipno et Rypin en Couïavie-Poméranie.